# Антимир
Антими́р — гипотетический космический объект (им может быть звезда, галактика или метагалактика (антивселенная)), состоящий из антивещества. Антимир-антивселенная считается довольно похожим на нашу. Если окажется, что излучение материи и антиматерии хоть немного различается по частоте, это будет означать, что антимир-антивселенная не вполне идентичен нашему миру.
Также антимиром называют совокупность античастиц.

## История
Гипотеза о существовании антивещества и антимиров была высказана в 1933 году П. Дираком, но, в отличие от существования антивещества, гипотеза о существовании антимира не подтверждена и не опровергнута наблюдениями. Электромагнитное излучение звёзд и антизвёзд тождественно (так фотоны — истинно нейтральные частицы), вследствие чего оптическими и радиоастрономическими методами их нельзя отличить.
Другие методы, например методы нейтринной астрономии, в принципе позволяют это сделать (звёзды излучают преимущественно нейтрино, антизвёзды — антинейтрино), но существующая (60-е гг. XX в.) аппаратура недостаточно чувствительна.
В 1960-х годах Б. Константинов  высказал гипотезу, что если антимиры существуют, то до Земли должны долетать достаточно большие тела из антивещества.
Проблема антимира усложнилась после открытия нарушений закона сохранения чётности (1957, 1964). В результате не вполне ясно, следует ли по-прежнему представлять антимир как объекты из антивещества, но находящиеся в обычном пространстве-времени, или же они находятся в некотором «обратном» пространстве-времени.
В 1964 Густав Иоганнович Наан выдвинул гипотезу симметричной Вселенной, согласно которой наряду с обычным миром существует антимир.
В настоящее время предполагается, что значительных объектов, состоящих из антивещества, во Вселенной не существует. Это явление получило название барионной асимметрии. Причины появления дисбаланса между материей и антиматерией объясняет нарушение CP-инвариантности.

## В искусстве
Существование (в том или ином виде) антимира является одним из важных фантастических допущений, используемых в произведениях жанра научной фантастики.Советский поэт Андрей Вознесенский написал поэму "Антимиры".